# Uso de escudos humanos por parte de Hamás
Tras el ataque del 7 de octubre de 2023 por obra de Hamás, el Estado de Israel les ha acusado de utilizar escudos humanos en la Franja de Gaza, diciendo que Hamás ha intentado deliberadamente protegerse de los ataques israelíes almacenando armas en infraestructura civil, lanzando cohetes desde zonas residenciales y diciendo a los residentes que ignoren las advertencias israelíes de que huyan. Israel también ha acusado a Hamás de mantener búnkeres de comando y control e infraestructura de túneles debajo de los hospitales. Hamás ha negado el uso de hospitales para proteger cualquier centro de mando, mientras que anteriormente había hecho comentarios expresando su apoyo a los palestinos que se niegan a huir de las zonas que Israel ha atacado.
Las acusaciones por parte de los israelíes han sido apoyadas por la OTAN, y durante la guerra entre Israel y Gaza de 2023, las naciones de la Unión Europea condenaron a Hamás por utilizar hospitales como escudos humanos, mientras que el secretario general de la ONU dijo que «Hamás y otros militantes utilizan a civiles como escudos humanos».
Según un artículo publicado por el Mando Aliado de Transformación, el uso estratégico de escudos humanos por parte de grupos como Hamás depende de explotar el objetivo de Israel de «minimizar las bajas civiles y la sensibilidad de la opinión pública occidental». Esta táctica permite a Hamás acusar a Jerusalén de crímenes de guerra si se producen bajas civiles o proteger sus activos y continuar sus operaciones si las FDI limitan su respuesta militar. Este enfoque es un ejemplo de «guerra jurídica», que utiliza plataformas legales y públicas para desafiar a un adversario.  Israel ha dicho que las acciones de Hamás han sido responsables de las bajas civiles en Gaza,  Los grupos de derechos humanos han manifestado, por su parte, que incluso si Hamás estuviera usando escudos humanos, Israel aún debe cumplir con el derecho internacional para proteger a los civiles. 
Amnistía Internacional investigó las afirmaciones hechas por Israel en la Guerra de Gaza de 2008-2009 y en la Guerra de Gaza de 2014 de que Hamás empleó escudos humanos, pero no encontró pruebas de tal uso. En su informe sobre la guerra de 2008-2009, Amnistía dijo que «contrariamente a las repetidas acusaciones de funcionarios israelíes» no se había encontrado evidencia de que Hamás ordenara a los civiles proteger activos militares o que hubiera obligado a los civiles a permanecer en o cerca de edificios utilizados por luchadores. Amnistía confirmó que Hamás había lanzado cohetes desde lugares civiles cercanos, lo que, según dijo, ponía en peligro a los civiles y constituía una violación del requisito de que Hamás tomara todas las precauciones necesarias para proteger a los civiles de acciones militares, pero que esto no constituye un escudo según el derecho internacional. En 2014, Amnistía dijo, con respecto a las repetidas acusaciones de Israel de que Hamás utilizaba a civiles como escudos humanos, que «no tiene pruebas en este momento de que Hamás o grupos armados palestinos hayan utilizado intencionalmente a civiles palestinos durante las actuales hostilidades para 'proteger' ubicaciones específicas o personal o equipo militar de ataques israelíes». También dijeron que Hamás si insta a los residentes a ignorar las advertencias israelíes de evacuar «no es lo mismo que ordenar a civiles específicos que permanezcan en sus hogares como 'escudos humanos' para combatientes, municiones o equipo militar». Human Rights Watch (HRW) también dijo que no encontró evidencia de que Hamás hubiera utilizado escudos humanos en el conflicto de 2009. En 2023, HRW declaró que «Hamás y otros grupos armados palestinos deben tomar todas las precauciones posibles para proteger a los civiles bajo su control de los efectos de los ataques y no utilizar a los civiles como 'escudos humanos'».

## Historia

### Guerra de Gaza 2008-2009
En una conferencia de prensa de 2008, el líder político de Hamás, Khaled Mashal, advirtió que «si usted [Israel] decide tontamente entrar en Gaza... se enfrentará no sólo a miles de nuestros combatientes, sino también a un millón y medio de nuestra población, impulsados por el deseo de convertirnos en mártires».
En un análisis del conflicto posterior a la guerra, Amnistía Internacional afirmó que: «Contrariamente a las repetidas acusaciones de funcionarios israelíes sobre el uso de 'escudos humanos', Amnistía Internacional no encontró pruebas de que Hamás u otros combatientes palestinos dirigieran el movimiento de civiles para proteger objetivos militares... [ni] que Hamás u otros grupos armados obligaron a los residentes a permanecer en o alrededor de los edificios utilizados por los combatientes, ni que los combatientes impidieron a los residentes abandonar edificios o áreas que habían sido requisadas por los militantes». Amnistía Internacional también confirmó que Hamás «lanzó cohetes y ubicó equipos y posiciones militares cerca de hogares civiles» - aunque no necesariamente cuando había civiles presentes - poniendo en peligro las vidas de los habitantes al exponerlos al riesgo de ataques israelíes». 

### Guerra de Gaza de 2014
Numerosos informes durante la Guerra de Gaza de 2014 afirmaron que Hamás utilizó escudos humanos. La Alta Comisionada de las Naciones Unidas para los Derechos Humanos, Navi Pillay, acusó a los militantes de Hamás de violar el derecho internacional humanitario al «ubicar cohetes dentro de escuelas y hospitales, o incluso lanzarlos desde zonas densamente pobladas». Una investigación de la ONU encontró que «se habían colocado armas dentro de una escuela de la UNRWA en la Franja de Gaza gobernada por Hamás y que era muy probable que un grupo armado palestino no identificado pudiera haber utilizado las instalaciones de la escuela para lanzar ataques».  La Unión Europea condenó a Hamás y, en particular, condenó los «llamados a la población civil de Gaza para que se conviertan en escudos humanos». En una entrevista de agosto de 2014, el líder político de Hamás, Khaled Mashal, dijo a un entrevistador de CNN que el grupo no utilizaba a su gente como escudos humanos. En una entrevista de septiembre de 2014, un funcionario de Hamás reconoció a Associated Press que el grupo disparó contra Israel desde zonas civiles.  Atribuyó la práctica a «errores», pero dijo que el grupo tenía pocas opciones debido al hacinamiento en la Franja de Gaza, con su escasez de zonas abiertas. Negó las acusaciones de que los cohetes fueron lanzados «desde escuelas u hospitales cuando en realidad fueron disparados a 200 o 300 metros de distancia».
En entrevistas con refugiados de Gaza, periodistas de The Independent y The Guardian concluyeron que era un «mito» que Hamás obligara a los civiles a permanecer en zonas atacadas contra su voluntad; muchos refugiados les dijeron que se negaban a prestar atención a las advertencias de las FDI porque incluso las zonas que Israel había declarado seguras para los refugiados habían sido bombardeadas por sus fuerzas. El editor de la BBC para Oriente Medio, Jeremy Bowen, también dijo que «no vio ninguna evidencia de que Hamás utilizara a los palestinos como escudos humanos». Un documento de Amnistía Internacional (fechado el 25 de julio de 2014) afirma que «no tienen pruebas en este momento de que Hamás o grupos armados palestinos hayan utilizado intencionalmente a civiles palestinos durante las actuales hostilidades para 'proteger' ubicaciones específicas o personal o equipo militar de Ataques israelíes». La evaluación de Amnistía Internacional fue que el derecho internacional humanitario era claro en el sentido de que «incluso si funcionarios o combatientes de Hamás o de grupos armados palestinos asociados con otras facciones ordenaran de hecho a los civiles que permanecieran en un lugar específico para proteger los objetivos militares de los ataques, todas las obligaciones de Israel de proteger a estos civiles seguirían siendo aplicables». El grupo de derechos humanos, sin embargo, también encontró que las facciones palestinas, como en conflictos anteriores, habían lanzado ataques desde zonas civiles.
El portavoz de habla árabe de Hamás, Sami Abu Zuhri, llamó a los civiles de Gaza en el canal Al-Aqsa TV de Hamás el 8 de julio de 2014 a permanecer en zonas bajo fuego de Israel. lo que provocó acusaciones de Israel y la Unión Europea, de que Hamás estaba pidiendo a la gente que se ofreciera como voluntaria como «en efecto, escudos humanos». Sin embargo, para Amnistía Internacional, el llamado de Hamás puede haber estado «motivado por el deseo de evitar un mayor pánico» entre los civiles, considerando tanto la falta de refugios en Gaza como el hecho de que algunos civiles que prestaron atención a las advertencias de las FDI habían sido víctimas de los ataques israelíes. Abu Zuhri también fue citado diciendo, en una entrevista del 13 de julio, que «Hamás desprecia a los palestinos derrotistas que critican el elevado número de víctimas civiles. La resistencia elogia a nuestro pueblo... llevamos a nuestro pueblo a la muerte... quiero decir, a la guerra».
Durante la guerra, Israel también dañó hospitales,  alegando que ocultaban «misiles ocultos». Un equipo de periodistas finlandeses de Helsingin Sanomat que trabajan en el hospital Al-Shifa de Gaza informaron haber visto cohetes disparados desde cerca del hospital.   Sin embargo, dos médicos noruegos que han trabajado en el hospital durante décadas han negado que hubiera presencia militante cerca, diciendo que el último hombre armado que vieron en el edificio fue un médico israelí en el momento de la Primera Intifada. En 2014, los periodistas de The Guardian se encontraron con «sujetos armados» dentro de un hospital, y se informó de avistamientos de «altos líderes de Hamás» dentro de otro. The Washington Post describió el hospital Al-Shifa como «un cuartel general de facto de los líderes de Hamás, a quienes se puede ver en los pasillos y oficinas». La periodista franco-palestina Radjaa Abu Dagg informó haber sido interrogada por un miembro armado de Hamás dentro del hospital Al-Shifa y haberle ordenado abandonar Gaza.   
En 2015, The Washington Post dijo que un informe de Amnistía Internacional condenaba a las milicias palestinas por almacenar municiones y lanzar cohetes desde estructuras civiles e informó que el lanzamiento de ataques y el almacenamiento de cohetes «Lugares muy cercanos donde se refugiaban cientos de civiles desplazados».  El informe afirma que «las pruebas disponibles indican que grupos armados palestinos dispararon cohetes y morteros desde zonas residenciales durante el conflicto de julio/agosto de 2014, y que, al menos en algunas ocasiones, se lanzaron proyectiles muy cerca de edificios civiles. … áreas importantes dentro de los 365 kilómetros cuadrados de territorio no son residenciales, y conducir hostilidades o lanzar municiones desde estas áreas presenta un menor riesgo de poner en peligro a los civiles palestinos… Los grupos armados palestinos almacenaron cohetes y otras municiones en edificios e instalaciones civiles, incluidas escuelas de la ONU, durante el conflicto... almacenar municiones en edificios civiles o lanzar ataques desde las proximidades de edificios civiles viola la obligación de tomar todas las precauciones posibles para proteger a los civiles de los efectos de los ataques, pero no equivale necesariamente a la violación específica de utilizar 'escudos humanos' bajo el derecho internacional humanitario, que implica utilizar la presencia (o movimientos) de civiles u otras personas protegidas para hacer ciertos puntos o áreas (o fuerzas militares) inmunes a las operaciones militares». Según Philip Luther, director del Programa para Oriente Medio y el Norte de África de Amnistía Internacional, «las pruebas que sugieren que un cohete lanzado por un grupo armado palestino puede haber causado la muerte de 13 civiles dentro de Gaza subraya lo indiscriminadas que pueden ser estas armas y las terribles consecuencias de usarlos». También afirmó que «el impacto devastador de los ataques israelíes contra civiles palestinos durante el conflicto es innegable, pero las violaciones cometidas por una de las partes en un conflicto nunca pueden justificar las violaciones por parte de sus oponentes».
En 2019, un documento del Centro de Excelencia de Comunicaciones Estratégicas de la OTAN decía que Hamás «ha estado utilizando escudos humanos en conflictos con Israel desde 2007». 

### Guerra de Gaza de 2023-presente

#### Acusaciones israelíes

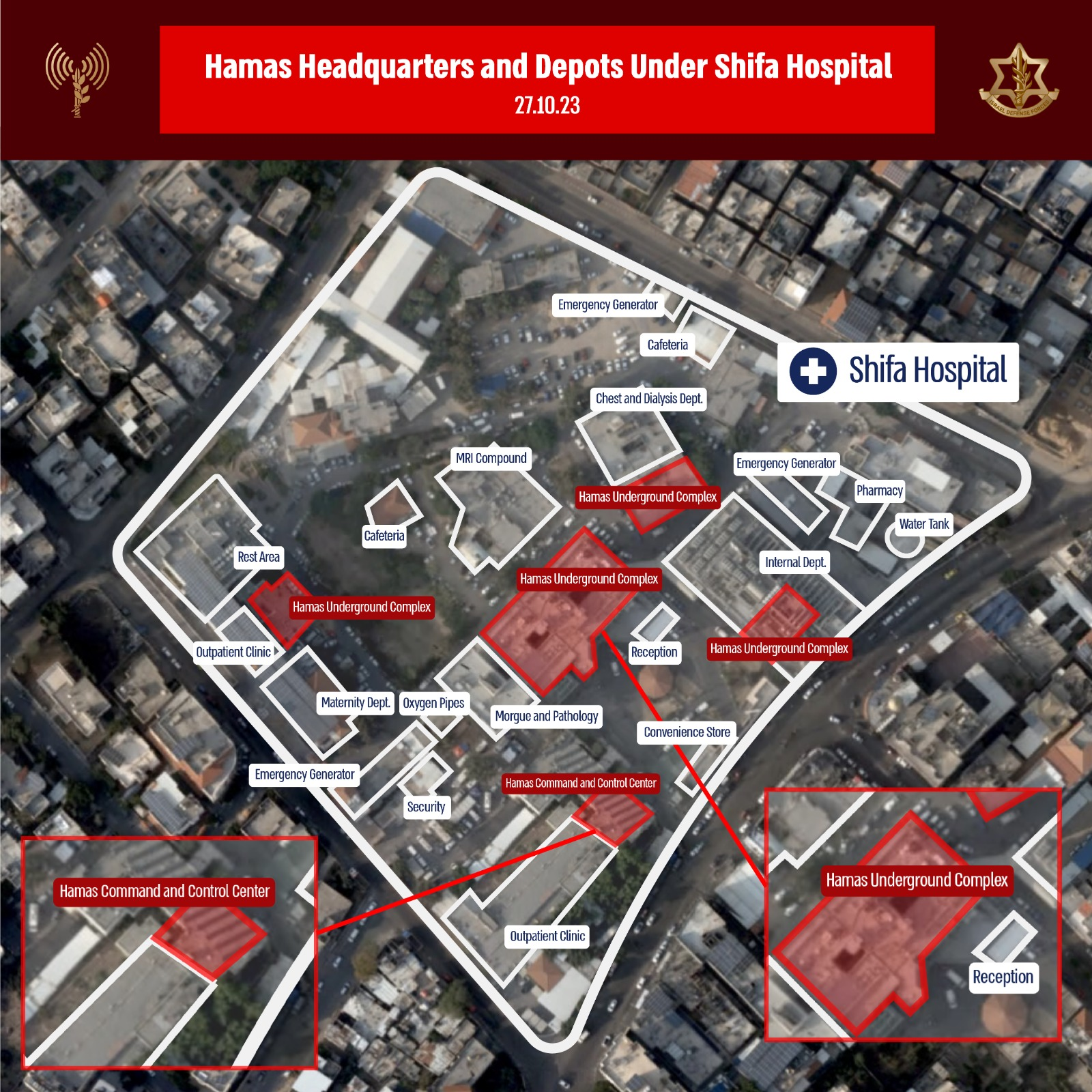
Mapa publicado por la Unidad del Portavoz de las FDI que alega el uso militar del complejo hospitalario de al-Shifa

Durante la guerra entre Israel y Gaza, el gobierno israelí declaró que Hamás había colocado estratégicamente partes de su sistema de túneles militares y su red de comando debajo de la infraestructura civil, incluido el hospital al-Shifa. Israel publicó lo que dijo eran videos de interrogatorios de dos miembros del brazo armado de Hamás en los que las personas en cámara apoyaban la afirmación de que los militantes de Hamás están utilizando hospitales como medio de protección contra los ataques de las FDI.
El ejército israelí acusó a Hamás de enviar a más de cien mujeres y niños a un complejo que tenía como objetivo para que ncomo escudos humanos. Dijo que dos de sus soldados murieron mientras se retiraban del complejo. 
El 8 de noviembre, las FDI y el Shin Bet mostraron imágenes de lo que dijeron que era una llamada telefónica interceptada y los interrogatorios de terroristas que participaron en la masacre del 7 de octubre. El Times of Israel informó que «un aparente agente de Hamás» le dijo a otro hombre en Gaza que «puede irse en cualquier ambulancia» que quiera. 
Israel acusó a Hamás de «dobles crímenes de guerra» al utilizar lugares civiles para lanzar ataques. Un portavoz de las FDI dijo a CBS News que «un abuso sistemático por parte de Hamás de sitios y lugares que se supone que gozan de protección especial bajo la Convención de Ginebra y el derecho humanitario». Las FDI compartieron con CBS fotografías que, según dijo, mostraban a miembros de Hamás lanzando cohetes desde cerca de las instalaciones de la ONU.  
El 18 de noviembre, CNN emitió imágenes tomadas por las FDI que mostraban lo que parece ser una persona armada con un lanzagranadas RPG entrando en las instalaciones del Hospital Al-Quds.
El 19 de noviembre, las FDI publicaron imágenes de un túnel subterráneo debajo de al-Shifa. El túnel, de 160 metros de largo y 10 metros de profundidad, pasa directamente debajo del edificio del hospital catarí; cuenta con habitaciones climatizadas, baños, cocineta, conexiones eléctricas e infraestructura de comunicación, y está protegido por una puerta blindada. Las FDI también publicaron imágenes de CCTV que parecen mostrar a dos de los rehenes siendo conducidos por los pasillos del hospital, así como a Hamás y vehículos robados de las FDI en su patio.

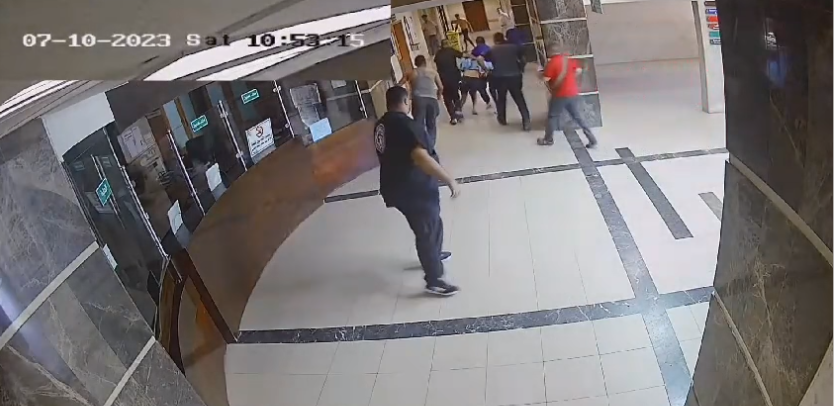
Militantes de Hamás arrastran a un rehén por el hospital Al Shifa el 7 de octubre de 2023

Según Israel, Ahmad Kahlot, de quien informaron que era el director del hospital Kamal Adwan en el norte de Gaza, mientras era interrogado por el Shin Bet dijo que Hamás había tomado el control del hospital como centro de operaciones militares y que él mismo era miembro de Hamás. Israel dijo que durante el interrogatorio dijo que muchos miembros del personal del hospital servían en las brigadas al-Qassam.   Según el ejército israelí, dijo que Hamás utilizó el hospital para mantener como rehén a un soldado de las FDI y empleó ambulancias para transportar los cuerpos de los rehenes israelíes y que Hamás tenía oficinas, ambulancias y equipos separados con distintos colores y señales.  
El 1 de enero de 2024, el Jerusalem Post publicó imágenes seleccionadas de los interrogatorios de la Unidad 504 de las FDI a militantes de Hamás y de la Jihad Islámica Palestina. La investigación reveló varias tácticas empleadas por Hamás para explotar a los civiles de Gaza.  Zohadi Ali Zahadi Shahin, miembro de Hamás, admitió que Hamás impidió que los civiles huyeran hacia el cruce de Rafah y en cambio los reubicó en el Hospital Al-Shifa, donde fueron retenidos mientras los terroristas de Hamás se escondían en túneles debajo. Shahin también reveló que los terroristas de Hamás tomaban por la fuerza viviendas civiles, colocaban explosivos e intimidaban a los residentes, y que un terrorista amenazó directamente a Shahin. Otro agente, Muhammad Darwish Amara, de la Jihad Islámica Palestina, describió cómo Hamás colocó una bomba en su casa donde se alojaban sus hijos, para obligarlo a participar en actividades terroristas. 

#### Aportes de otras partes
El portavoz del Consejo de Seguridad Nacional de los Estados Unidos, John Kirby, dijo que Estados Unidos tenía información de inteligencia que indica que Hamás estaba utilizando el Hospital Shifa en la ciudad de Gaza con fines militares, posiblemente para almacenar armas y también para mantener cautivos.   El Asesor de Seguridad Nacional, Jake Sullivan, declaró que «se puede ver incluso a partir de informes de fuente abierta que Hamás utiliza hospitales, junto con muchas otras instalaciones civiles, para comando y control, para almacenar armas, para albergar a sus combatientes... Éste es el historial de Hamás, tanto históricamente como en este conflicto». Según otro funcionario estadounidense, «Hamás tiene un nodo de mando bajo el hospital Al-Shifa, utiliza combustible destinado a él y sus combatientes se agrupan regularmente dentro y alrededor de [él]». La evaluación estadounidense de que Hamás y otros militantes palestinos estaban operando dentro del hospital Al-Shifa incluyó intercepciones de comunicaciones de combatientes dentro del complejo.
Un alto funcionario de Hamás ha declarado que no es su responsabilidad proteger a los civiles. Human Rights Watch llamó a Hamás a proteger a los civiles bajo su control y no utilizarlos como «escudos humanos».
Organizaciones de derechos humanos exigieron la liberación de los rehenes retenidos por Hamás y advirtieron que utilizarlos para proteger activos militares está prohibido por el derecho internacional.

#### Cobertura mediática
Según un informe de The New York Times, «Hamás ha sido acusado durante mucho tiempo de utilizar a civiles como escudos humanos y de colocar búnkeres subterráneos, depósitos de armas y lanzadores de cohetes debajo o cerca de escuelas, mezquitas y hospitales».
Frank Ledwidge, analista militar de la Deutsche Welle, afirma que «se ha descrito... como ' de conocimiento común ' que muchos de los cuarteles generales [de Hamás] están situados bajo hospitales... [con] entradas y salidas en lugares como mezquitas o escuelas...... [o incluso] instalaciones de la ONU... es por eso que hemos visto... tantas bajas de no combatientes hasta ahora».
John Spencer ha dicho que «[Hamás ha] construido muchas de las entradas y salidas de sus túneles y pasillos debajo de sitios protegidos como hospitales, escuelas, mezquitas, porque restringe el uso de la fuerza que las FDI pueden tomar sin pasar por el... cálculo de las leyes de la guerra».
Según Daphne Richemond-Barak, profesora asociada de antiterrorismo en la Universidad Reichman y autora del libro Underground Warfare de 2017, los militantes de Hamás que operan en el hospital Al-Shifa obtienen «el nivel más alto de protección disponible según las leyes de la guerra», además como una «oportunidad única para operar lejos de drones de vigilancia, GPS y otras tecnologías de recopilación de inteligencia». Añadió que «en Gaza, se cavan túneles en hogares civiles, pasan por debajo de barrios enteros y conducen a áreas pobladas dentro de Israel... [lo que] permite a Hamás ocultar puntos de entrada y salida, y facilita el movimiento y la actividad no detectados».
Avi Issacharoff ha dicho que los militantes de Hamás están «debajo de las casas y barrios de la ciudad de Gaza, esperando que Israel no los ataque porque se esconden debajo de escudos humanos, y que si Israel ataca esos barrios, matará a muchos civiles, y el mundo entero va a acusar a Israel de crímenes de guerra». «Lo triste de todo esto», dijo Issacharoff, «es [que] Hamás no se preocupa por su propio pueblo» y apunta «no sólo a matar a israelíes sino también a la mayor cantidad posible de civiles palestinos».
Tras la publicación de pruebas en vídeo por parte de Israel el 22 de noviembre, varias agencias de noticias concluyeron que las pruebas no demostraban el uso por parte de Hamás de un centro de mando. The New York Times también dijo que la evidencia no muestra pruebas concluyentes de una vasta red de túneles,  mientras que Haaretz concluyó que Hamás sí utilizó el hospital con fines militares..  Amnistía Internacional dijo el 23 de noviembre de 2023 que «Amnistía Internacional no ha visto hasta ahora ninguna prueba creíble que respalde la afirmación de Israel de que al-Shifa alberga un centro de mando militar» y que «hasta ahora el ejército israelí no ha proporcionado pruebas creíbles» de la acusación».

#### Reacciones internacionales
El presidente estadounidense, Joe Biden, afirmó que Hamás estaba utilizando a palestinos inocentes como escudos humanos y enfatizó la «necesidad de protegerlos». El secretario de Estado estadounidense, Antony Blinken, pidió a Hamás que deje de utilizar a civiles como escudos humanos. El secretario general de la ONU, Antonio Guterres, también afirmó que Hamás y otras facciones palestinas han estado utilizando a civiles como escudos humanos. 
Durante una reunión del Consejo de Seguridad de la ONU sobre Oriente Medio celebrada el 24 de octubre de 2023, el ministro de Estado de Seguridad del Reino Unido, Tom Tugendhat, afirmó: «Sabemos que Hamás está utilizando a civiles palestinos inocentes como escudos humanos; se han integrado en comunidades civiles». La Ministra de Asuntos Exteriores de Alemania, Annalena Baerbock, dijo: «No debemos dejarnos engañar por el manual de Hamás» y destacó «su uso de mujeres y niños en Gaza como escudos humanos, y su ocultación de armas bajo supermercados, bloques de apartamentos e incluso hospitales». Philippe Kridelka, Jean Asselborn y Sergiy Kyslytsya, en representación de Bélgica, Luxemburgo y Ucrania, respectivamente, también expresaron su condena por el uso de civiles como escudos humanos por parte de Hamás.
El 13 de noviembre de 2023, 27 países de la Unión Europea condenaron conjuntamente a Hamás por el uso de hospitales y civiles como escudos humanos. 

## Respuesta de Hamás
Según un análisis de la OTAN, Hamás presenta varias narrativas contra las acusaciones de uso de escudos humanos:
- Israel está matando civiles indiscriminadamente
- Los civiles apoyan a Hamás incluso a riesgo de sus propias vidas
- Es deber de las personas «servir» de escudos humanos
- Las advertencias israelías a los civiles antes de los ataques aéreos es sólo una forma de guerra psicológica.

En 2006, el portavoz de Hamás, Mushir Al-Masri, afirmó que «los ciudadanos seguirán defendiendo su orgullo y sus casas y seguirán sirviendo como escudos humanos hasta que el enemigo se retire».
En 2014, Hamás negó haber utilizado escudos humanos y señaló que investigaciones anteriores de las Naciones Unidas sobre afirmaciones de que había disparado cohetes desde escuelas encontraron que las acusaciones eran falsas. Los líderes de Hamás dijeron que la extremadamente alta densidad de población en Gaza hizo que Hamás operara cerca de zonas civiles.  En una entrevista televisada en 2014, el alto portavoz de Hamás , Sami Abu Zuhri, declaró: «La política de que la gente se enfrente a los aviones de combate israelíes con el pecho desnudo para proteger sus hogares ha demostrado ser eficaz contra la ocupación... nosotros en Hamás hacemos un llamado a nuestro pueblo para que adopte esta política para proteger los hogares palestinos».
En 2023, Hamás negó haber utilizado el hospital Al-Shifa como escudo humano y dijo que las acusaciones «no tienen ningún fundamento veraz».

## Análisis

### Estrategia
Según un artículo publicado por Mando Aliado de Transformación, el despliegue táctico de escudos humanos por parte de entidades como Hamás capitaliza estratégicamente el compromiso de Israel de reducir los daños civiles no intencionados y la mayor sensibilidad de las audiencias occidentales a las bajas no combatientes. Este enfoque permite a Hamás acusar potencialmente a Israel de crímenes de guerra cuando las bajas civiles aumentan debido a las acciones intensificadas de las Fuerzas de Defensa de Israel (FDI), lo que podría conducir a sanciones internacionales. Por otro lado, si las FDI limitaran sus compromisos militares para minimizar las bajas civiles, Hamás obtendría una ventaja, ya que estaría menos expuesto a los ataques militares israelíes y podría salvaguardar sus recursos y continuar con sus actividades. Además, la cuestión de las víctimas civiles a menudo genera debates internos dentro de la sociedad israelí, especialmente entre la izquierda, que puede criticar las consecuencias de la operación, y las facciones de derecha. 
Considerada como una forma de «guerra legal», según la OTAN, esta estrategia consiste en aprovechar los marcos legales y el sentimiento público contra un adversario, con el objetivo de socavar su legitimidad, involucrar sus recursos en batallas legales o asegurar una victoria en el tribunal de la opinión pública.
Según Charles Freilich, exasesor adjunto de seguridad nacional israelí, Hamás ha integrado estratégicamente sus fuerzas entre las poblaciones civiles, utilizándolas como escudos humanos y provocando intencionalmente a Israel para que cause víctimas civiles en sus respuestas. Al mismo tiempo, Israel ha tomado sistemáticamente amplias medidas para minimizar las bajas de enemigos inocentes, empleando tácticas especiales y arriesgando al personal, un historial favorable en comparación con otros países que se enfrentan a amenazas terroristas. 

### Estatus legal
Todos los combatientes, incluidos los insurgentes, están sujetos a las leyes de la guerra. Louis René Beres ha analizado la colocación de activos militares entre poblaciones civiles palestinas, categorizándola como un delito claro y punible según el derecho internacional. Colocar activos o personal militar en medio de poblaciones civiles se considera un acto de perfidia, descrito como una «violación grave» en el artículo 147 del Cuarto Convenio de Ginebra y prohibido por las Conferencias de La Haya de 1899 y 1907. Además, el Protocolo I de 1977, que complementa los Convenios de Ginebra del 12 de agosto de 1949, contiene prohibiciones relacionadas con la perfidia. Estas normas se aplican no sólo a través de los tratados mencionados sino también a través del derecho internacional consuetudinario, como lo indica el artículo 38 del Estatuto de la Corte Internacional de Justicia. A, como se subraya en el artículo 3, compartido en los cuatro Convenios de Ginebra de 1949. 

### Análisis de las acusaciones israelíes
Neve Gordon y Nicola Perugini sostienen que el hecho de que los civiles sean considerados «escudos humanos» en virtud de su proximidad física a los beligerantes (escudos próximos) depende en gran medida de si los beligerantes en cuestión son militares o irregulares: «Ciudadanos israelíes en Tel Aviv no son clasificados como escudos cuando Hamás lanza cohetes hacia el cuartel general del mando militar de las Fuerzas de Defensa de Israel situado en el centro de la ciudad. En marcado contraste, los civiles palestinos son presentados como escudos humanos cuando Israel bombardea los centros de mando de Hamás y las infraestructuras militares en Gaza. En otras palabras, si Hamás mata a civiles israelíes, él tiene la culpa, y si Israel mata a civiles palestinos, entonces Hamás también tiene la culpa, ya que, al menos aparentemente, es Hamás quien ha desplegado a estos civiles como escudos». 
Danny Danon, entonces embajador de Israel ante la ONU, dijo sobre las protestas en la frontera de Gaza de 2018-2019 que «los terroristas continúan escondiéndose detrás de niños inocentes para asegurar su propia supervivencia», y Gordon y Perugini comentaron que encuadrar a los manifestantes como terroristas o humanos los escudos «categorizan efectivamente a cualquier palestino de Gaza que participe en protestas civiles como un terrorista al que, en consecuencia, se le puede matar»; Encuentran que el uso de la acusación de escudo humano tanto durante la guerra como durante las protestas civiles ha provocado que la idea misma de un civil palestino haya «desaparecido» en el discurso israelí. 
Amira Hass, al escribir que los medios israelíes retratan el conflicto de manera parcial, escribió sobre la acusación del escudo humano: «Si no me equivoco, el Ministerio de Defensa está en el corazón de Tel Aviv, al igual que la principal sala de guerra del ejército. ' ¿Y qué hay de la base de entrenamiento militar de Glilot, cerca del gran centro comercial? ¿Y del cuartel general del Shin Bet en Jerusalén, en las afueras de un barrio residencial?... ¿Por qué está bien para nosotros y no para ellos?»
Amnistía Internacional, en su análisis de la guerra de Gaza de 2008, escribió que si bien es indiscutible que las armas y los combatientes de Hamás estaban ubicados en zonas civiles, eso en sí mismo no constituye un escudo humano. Amnistía contrasta las posiciones palestina e israelí y afirma que «La proximidad de los militares y las armas a las zonas civiles tampoco es inusual en Israel. El cuartel general del ejército israelí se encuentra en una zona densamente poblada del centro de Tel Aviv. En Ashkelon, Sderot, Bersheva y otras ciudades en el sur de Israel... [y] en otras partes del país, bases militares y otras instalaciones están ubicadas en o alrededor de áreas residenciales, incluidos kibutzim y aldeas».

#### Libros
- NATO, stratcomcoe.org, NATO Strategic Communications Centre of Excelence, report Hamas’ use of human shields in Gaza.
- Baconi, Tareq (2018). Hamas Contained: The Rise and Pacification of Palestinian Resistance. Stanford, California: Stanford University Press. ISBN 9781503605817.
- Gordon, Neve; Perugini, Nicola (25 de agosto de 2020). Human Shields. Berkley, California: University of California Press. ISBN 978-0-520-30184-9.
- Rosen, Richard D. (2012). «Chapter 15, The Protection of Civilians During the Israeli-Hamas Conflict: The Goldstone Report» (ebk-ePUB).  En Lovell, David W.; Primoratz, Igor, eds. Protecting Civilians During Violent Conflict: Theoretical and Practical Issues for the 21st Century. Routledge. ISBN 9781317074342.

#### Artículos periodísticos
- Rosen, Richard D. (2009). «Targeting Enemy Forces in the War on Terror: Preserving Civilian Immunity». Vanderbilt Journal of Transnational Law 42 (3): 683-777.
- Rubinstein, Amnon; Roznai, Yaniv (2011). «Human Shields in Modern Armed Conflicts: The Need for a Proportionate Proportionality». Stanford Law & Policy Review 22 (1): 93-128. SSRN 1861161. Archivado desde el original el 23 de noviembre de 2023.

- Datos: Q123461097